# Vlastimil Lada-Sázavský
Vlastimil Lada-Sázavský (* 31. März 1886 in Prag, Österreich-Ungarn; † 22. April 1956 ebenda) war ein böhmischer Fechter.

## Erfolge
Vlastimil Lada-Sázavský nahm an den Olympischen Zwischenspielen 1906 in Athen sowie an den Olympischen Spielen 1908 in London teil. 1906 trat er im Florett-Einzel an, in dem er nicht über die Vorrunde hinaus kam. Mit dem Degen und dem Säbel schied er 1908 jeweils in der Vorrunde der Einzelkonkurrenz aus. Mit der böhmischen Säbel-Equipe belegte er dagegen den dritten Platz und gewann gemeinsam mit Vilém Goppold von Lobsdorf, Bedřich Schejbal, Otakar Lada und Jaroslav Tuček die Bronzemedaille. Er war außerdem Teil der Degen-Mannschaft, die den fünften Platz erreichte.